# Adeodatus II.

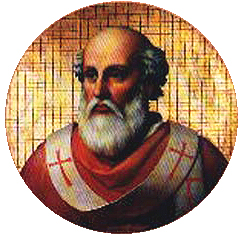
Adeodatus II. (Darstellung in der Basilika Sankt Paul vor den Mauern)

Adeodatus II. (auch Deusdedit II., * in Rom; † 17. Juni 676) war von seiner Wahl am 11. April 672 bis zu seinem Tod Papst.

## Leben

### Vor dem Pontifikat
Bevor er Papst wurde, war er Mönch im Erasmuskloster in Rom. 

### Pontifikat
Adeodatus II. mischte sich nicht sehr in weltliche Politik ein und bekämpfte den Monotheletismus. Er beeindruckte durch seine Güte und Großzügigkeit. Sein Grab befindet sich im Petersdom.

## Gedenktag
Der katholische Gedenktag ist der 17. Juni, sein Todestag. 